# Plazma
Plazma (fino al 1998 Slow Motion) è un gruppo musicale russo composto da Roman Chernitsyn (voce, testi, musica) e da Maxim Postelniy (accompagnamento musicale, tastiera, musica e arrangiamento). Si tratta di uno dei primi gruppi musicali russi (di genere pop) ad aver composto esclusivamente in lingua inglese per un pubblico russo. I loro primi due singoli Take My Love e The Sweetest Surrender, ebbero un grande successo nell'est Europa e li proiettarono in cima alle classifiche musicali russe nell'anno 2000.

## Album
- 1998: Prologue (ancora Slow Motion)
- 2000: Take My Love
- 2002: 607
- 2006: Black & White

## Singoli
- 2000: Take My Love
- 2000: The Sweetest Surrender
- 2001: Jump In My Car
- 2001: Fading Like A Rose
- 2002: You'll Never Meet An Angel
- 2002: Lonely
- 2004: Lonely II
- 2005: One Life
- 2005: One Of A Kind
- 2006: Save
- 2006: Black Would Be White
- 2006: Living In The Past
- 2008: Never Ending Story
- 2009: The Real Song
- 2009: Mystery (The Power Within)
- 2011: Angel Of Snow

## Videoclip
- 2000: Take My Love
- 2000: The Sweetest Surrender
- 2001: Lonely
- 2002: You'll Never Meet An Angel
- 2003: A Bit Of Perfection (unreleased)
- 2004: Lonely II
- 2005: One Life
- 2010: Mystery (The Power Within)